# Abbé de Commerell
 (juin 2019).
Si vous disposez d'ouvrages ou d'articles de référence ou si vous connaissez des sites web de qualité traitant du thème abordé ici, merci de compléter l'article en donnant les références utiles à sa vérifiabilité et en les liant à la section « Notes et références ».
L'abbé de Commerell (mort en 1799) est un agronome allemand du XVIIIe siècle, qui a eu des liens étroits avec les cercles agronomiques et le pouvoir français.

## Biographie
Formé à l’école des professeurs allemands d’agriculture, correspondant fort actif du Comité d’administration de l’agriculture, nommé associé étranger de la Société d’agriculture de Paris en 1788. Pour justifier sa condamnation de la jachère en France, il invoque les principes posés par Nathanael Gottfried Leske, professeur de la Société d’agriculture de Leipzig, et cite l’exemple des pays étrangers (Angleterre, Hollande, Prusse, Hanovre, quelques districts du Palatinat, etc.).
« Aumônier de la princesse de Lœwenstein et membre de la Société d’agriculture de Paris, il habite la Lorraine allemande, et s’occupe d’économie rurale. Il fait connaître en France tout l’avantage qu’on peut retirer de la culture de quelques végétaux en usage en Allemagne. Vers 1784, il devient célèbre en publiant une brochure dans laquelle il préconise les avantages prodigieux d’une plante alors peu connue, qui est une variété de la betterave, à laquelle il donne les noms contradictoires de racine d’abondance et de racine de disette, et qu’on désigne par celui de betterave champêtre. Il a sans doute raison de recommander cette plante très productive, mais il y a beaucoup à rabattre dans les éloges qu’il en fait. Il cultive lui-même cette plante et l’a propagé dans sa région. Il distribue au loin les graines qu’il a recueillies. Une grêle effroyable ayant ravagé en 1788 les campagnes d’une partie de la France, le gouvernement fait répandre une instruction sur les moyens de réparer ses effets désastreux. »
Dans ce sens, il écrit un Supplément à l’Avis aux cultivateurs dont les récoltes ont été ravagées par la grêle (1788, in-8°), puis un Mémoire sur la culture, l’usage et l’avantage du chou à faucher (in-8°), un Mémoire sur l’amélioration de l’agriculture par la suppression des jachères (1788, in-8°). La même année, il propose une nouvelle édition des Mémoire et instruction sur la culture, l’usage et les avantages de la racine de disette ou betterave champêtre (Paris, in-8°)
Il est aussi correspondant de la Société royale des Sciences et des Arts de Metz. En 1793, il est président du district de Sarreguemines, en Moselle ; il est près de périr sur l’échafaud (à cause d’une lettre adressée à une femme, en envoyant des oiseaux étrangers et en les qualifiant avec humour d’émigrés, humour qu’il  peine à prouver devant le tribunal révolutionnaire).

## Publications
- Mémoire et instruction sur la culture, l’usage et les avantages de la racine de disette ou betterave champêtre, Paris : Impr. royale, 1786, in-8°, 24 p., et 1788, in-4°, 15 p. ; Paris : Buisson, 1786, in-8°, 44 p., et 1787 (3e éd.), in-8°, 47 p. ; Metz : Impr. de Ve Antoine et fils, et Paris : Impr. de Ve Hérissant, 1786, in-8°, 40 p. ; Paris : chez Onfroy et Petit, 1788, in-8°, 47 p. ; édition raccourcie, Paris, Impr. royale, 1788, in-4°, 15 p. ; traduit en anglais, Londres, C. Dilly, 1788, in-8°, 52 p. ; l’abbé présente la racine au Comité d’administration de l’agriculture, défiante, le 14 juillet 1785, le Comité poussant le gouvernement à en acheter 1200-1500 graines à l’Allemagne
- Mémoire sur la culture et les usages de diverses variétés de choux à fourrage, peu connus en France et très goûtés en Allemagne, 1788
- Mémoire sur la culture, l’usage et l’avantage du chou à faucher, in-8°
- Mémoire sur l’amélioration de l’agriculture par la suppression des jachères [traduit de l’allemand], Paris : Onfroy, 1788, in-8°, 45 p. ; Paris : A.-J. Marchant, 1802, in-8°, 80 p.
- Supplément à l’Avis aux cultivateurs dont les récoltes ont été ravagées par la grêle, 1788, in-8°

## Sources
- Louis-Gabriel Michaud, Bibliographie universelle, ancienne et moderne, 1813, tome IX, p. 361-362
- Octave Festy, L’agriculture pendant la Révolution française, l’utilisation des jachères, 1789-1795, étude d’histoire économique, Paris, Librairie Marcel Rivière et Cie, 1950, p. 18
- Florian Reynaud, Les bêtes à cornes (ou l'élevage bovin) dans la littérature agronomique de 1700 à 1850, Caen, thèse de doctorat en histoire, annexe 2 (publications) et annexe 22 (biographie)